# Чула-вагга
Чула-вагга — второй раздел сборника канонических буддийских сутт (сутр) Суттанипаты, входящих в Типитаку (санскр.: Трипитака — «три корзины мудрости»).
Суттанипата записана на языке пали и  состоит из стихотворных (по преимуществу) и прозаических произведений — проповедей Будды.
«Чула-вагга» значит «малый раздел» («чула-варга» — на санскр.)
В разделе Чула-вагга 14 сутт (сутр) — строфы 221—403 Суттанипаты. В состав Чула-вагги входят такие важнейшие сутты,
```
как являющаяся париттой(защитным текстом - по верованию многих буддистов-тхеравадинов) Мангала-сутта (Сутта "Высшее благо"): строфы 256–268, содержащая  развёрнутую проповедь морального учения Будды Шакьямуни (См.: Суттанипата, Чулавагга, Мангала-сутта),
```

```
Дхаммачарья-сутта (Благочестивая жизнь),
```

```
Рахула-сутта, где Будда Сиддхартха Гаутама Шакьямуни преподаёт учение своему сыну Рахуле, впоследствии ставшим архатом (пали: букв. "достойный"),
```

и др. сутты.
Сутта Нигродхакаппа рассказывает о недопустимости злословия, и о кармических последствиях этого зла.
Некоторые сутты из Чула-вагги входили в традиционные сборники паритт (эквивалентов индуистских мантр, призванных защищать произносящих их), издававшихся и издающихся в Бирме, Таиланде, на Шри Ланке и др. странах. В 1997 такой сборник вышел и по-русски, где палийский текст, переданный латиницей, сопровождает качественный русский перевод (Молитвенник Буддиста. Паритта. М.1997)

###### =======  =======
Чула-вагга содержит сутты:
1. Ратана сутта. \Сутта «Драгоценность»\
2. Амагандха сутта \Сутта «Оскверняющее»\
3. Хири сутта \Сутта «Смирение»\
4. Мангала сутта \Сутта «Высшее благо»\
5. Сучилома сутта \Сутта «Якша (дух) Сучилома»\
6. Дхаммачарья сутта \Сутта «Благочестивая жизнь»\
7. Брахмана-дхаммика сутта \Сутта «Обычаи брахманов»\
8. Нава сутта \Сутта «Корабль»\
9. Кимбила сутта \ Сутта «Какою добродетелью»\
10. Уттхана сутта \Сутта «Встаньте!»\
11. Рахула сутта \Сутта «Рахула»\
12. Нигродхакаппа сутта \Сутта «Монах Нигродха»\
13. Саммапарибаджанья сутта \Сутта «Правильный Путь»\
14. Дхаммика сутта \Сутта «Монах Дхаммика»\